# Lyman Hall
Lyman Hall (12 de abril de 1724 - 19 de octubre de 1790) fue un padre fundador de los Estados Unidos, médico, pastor y estadista que firmó la Declaración de Independencia de los Estados Unidos como representante de Georgia. El Condado de Hall lleva su nombre. Fue uno de los cuatro médicos que firmaron la Declaración de Independencia, junto con Benjamin Rush, Josiah Bartlett y Matthew Thornton.

## Primeros años y familia

Escudo de armas de Lyman Hall

Hall nació el 12 de abril de 1724 en Wallingford, Connecticut. Hijo de John Hall, un ministro, y Mary Hall (Mary Street de soltera). Estudió con su tío Samuel Hall y se graduó de la Universidad de Yale en 1747, siendo esto una tradición en su familia. En 1749, fue llamado al púlpito de la parroquia de Stratfield (ahora Bridgeport, Connecticut). Su pastorado fue tormentoso: un grupo abierto de feligreses se opuso a su ordenación; en 1751 fue destituido tras cargos contra su carácter moral que, según una biografía, «fueron respaldados por pruebas y también por su propia confesión». Continuó predicando durante dos años más, llenando púlpitos vacantes, mientras estudiaba medicina y enseñaba en la escuela.
En 1752, se casó con Abigail Burr de Fairfield, Connecticut; ella murió al año siguiente. En 1757 se casó con Mary Osborne. Emigró a Carolina del Sur y se estableció como médico en Dorchester, cerca de Charleston, una comunidad asentada décadas antes por inmigrantes congregacionalistas de Dorchester, Massachusetts. Cuando estos colonos se mudaron al Distrito Midway – ahora el Condado de Liberty – en Georgia, Hall los acompañó. Pronto se convirtió en uno de los principales ciudadanos de la recién fundada ciudad de Sunbury.

## Guerra revolucionaria
En vísperas de la Revolución de las Trece Colonias, la parroquia Saint John, en Sunbury, era un caos de sentimientos radicales en una colonia predominantemente lealista. Aunque Georgia inicialmente no estuvo representada en el Primer Congreso Continental, a través de la influencia de Hall, la parroquia fue persuadida de enviar un delegado a Filadelfia para el Segundo Congreso Continental. Hall fue delegado y se le cedió un asiento en el Congreso en 1775. Fue uno de los tres georgianos y uno de los cuatro médicos que firmaron la Declaración de Independencia.
En enero de 1779, los británicos quemaron la ciudad de Sunbury. La familia de Hall huyó al norte, donde permaneció hasta la evacuación británica en 1782. Hall luego regresó a Georgia y se instaló en Savannah. En enero de 1783 fue elegido gobernador del estado, cargo que ocupó durante un año. Mientras era gobernador, Hall abogó por la creación de una universidad estatal, creyendo que la educación, particularmente la educación religiosa, daría como resultado una ciudadanía más virtuosa. Sus esfuerzos llevaron a la fundación de la Universidad de Georgia en 1785. Al término de su mandato como gobernador, reanudó su práctica médica.

## Muerte y legado
En 1790, Hall se mudó a una plantación en el condado de Burke, Georgia, en la frontera con Carolina del Sur, donde murió el 19 de octubre a la edad de 66 años. La viuda de Hall murió en noviembre de 1793.
Lyman Hall se conmemora en Georgia, donde el condado de Hall, Georgia, lleva su nombre. En Connecticut, su estado natal, el pueblo de Wallingford lo honró nombrando una escuela secundaria con su nombre. Las escuelas primarias en el condado de Liberty, Georgia, y en el condado de Hall, Georgia, también llevan su nombre. Signers Monument, un obelisco de granito frente al palacio de justicia en Augusta, Georgia, conmemora a Hall junto con Button Gwinnett y George Walton como georgianos que firmaron la Declaración de Independencia. Sus restos fueron enterrados nuevamente allí en 1848 después de ser exhumados de su tumba original en su plantación en el condado de Burke.